# Hyoscyamin
Hyoscyamin, (även känd som daturin eller duboisin) är en naturligt förekommande tropanalkaloid och växttoxin. Det är en sekundär metabolit som finns i vissa växter av familjen Solanaceae , som bolmört, alruna, änglatrumpet och spikklubba. Det är den levorotära isomeren av atropin (tredje av de tre stora nattskuggalkaloiderna) och därför ibland känd som levoatropin. Fram tills 2023, då det blev avregistrerat, såldes det under varumärket Egazil i Sverige mot bland annat hyperhidros (överdriven svettproduktion). Efter år 2023 finns inga registrerade läkemedel i Sverige med hyoscyamin kvar på marknaden. 
År 2021 var det det 272:a vanligaste läkemedlet i USA, med mer än 900 000 recept.

## Medicinsk användning
Hyoscyamin används för att ge symtomatisk lindring av spasmer orsakade av olika sjukdomar i nedre delen av buken och urinblåsan, som magsår, irriterad tarm, divertikulit, pankreatit, kolik och interstitiell cystit.Den har också använts för att lindra vissa hjärtproblem, kontrollera några av symptomen på Parkinsons sjukdom, såväl som för kontroll av onormala andningssymtom och "hyperslemsekret" hos patienter med lungsjukdom.

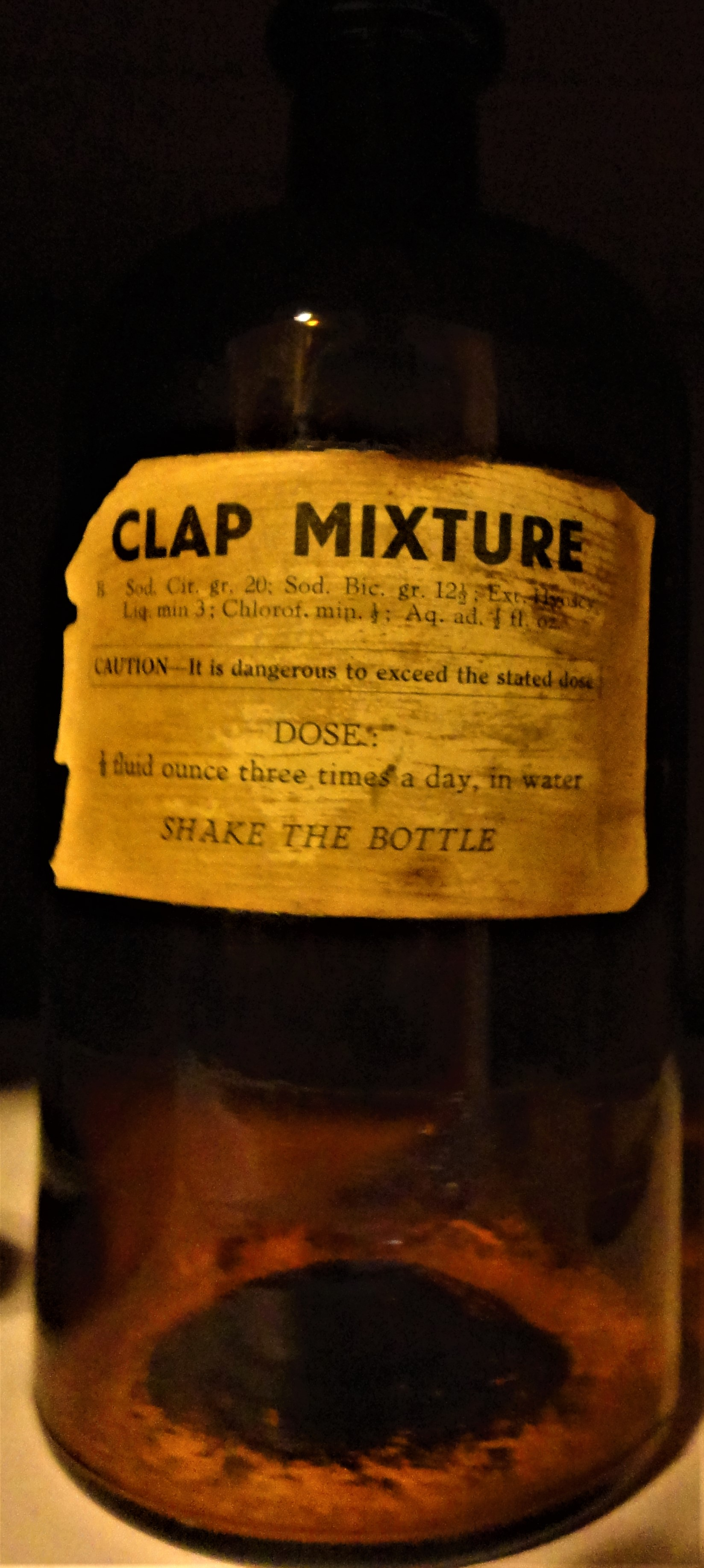
Ingredienserna i denna Clap Mixture är natriumcitrat, natriumbikarbonat, flytande extrakt av hyoscyamin och kloroform löst i vatten.

Det är också användbart vid smärtkontroll för neuropatisk smärta, kronisk smärta och palliativ vård - "komfortvård" - för dem med svårbehandlad smärta från behandlingsresistenta, obehandlade och obotliga sjukdomar. I kombination med opioider ökar det nivån av smärtlindring. Flera mekanismer tros bidra till denna effekt. De närbesläktade läkemedlen atropin och hyoscin och andra medlemmar av den antikolinerga läkemedelsgruppen som cyklobensaprin, trihexyfenidyl och orfenadrin används också för detta ändamål. När hyoscyamin används tillsammans med opioider eller andra antiperistaltiska medel är åtgärder för att förhindra förstoppning särskilt viktiga med tanke på risken för paralytisk ileus.

## Biverkningar
Biverkningar är torr mun och svalg, ökad aptit som leder till viktökning, ögonsmärta, dimsyn, rastlöshet, yrsel, arytmi , rodnad och matthet. En överdos kommer att orsaka huvudvärk, illamående, kräkningar och symtom på centrala nervsystemet som desorientering, hallucinationer, eufori, sexuell upphetsning, korttidsminnesförlust och eventuell koma i extrema fall. De euforiska och sexuella effekterna är starkare än de av atropin men svagare än de av hyoscin, såväl som dicykloverin, orfenadrin, cyklobensaprin, trihexyfenidyl och etanolaminantihistaminer som fenyltoloxamin.

## Farmakologi
Hyoscyamin är en antimuskarin, det vill säga en antagonist av muskarina acetylkolinreceptorer. Det blockerar verkan av acetylkolin vid svettkörtlar (sympatisk) och på parasympatiska platser i spottkörtlar, magsaft, hjärtmuskel, sinoatrial nod, glatt muskulatur i mag-tarmkanalen och centrala nervsystemet . Det ökar hjärtminutvolymen och hjärtfrekvensen, sänker blodtrycket och torkar sekret. Det kan motverka serotonin. Vid jämförbara doser har hyoscyamin 98 procent av den antikolinerga kraften hos atropin. Det andra stora Atropa belladonna-härledda läkemedlet hyoscin (känd i USA som Scopolamin) har 92 procent av den antimuskarina styrkan hos atropin.

## Biosyntes i växter

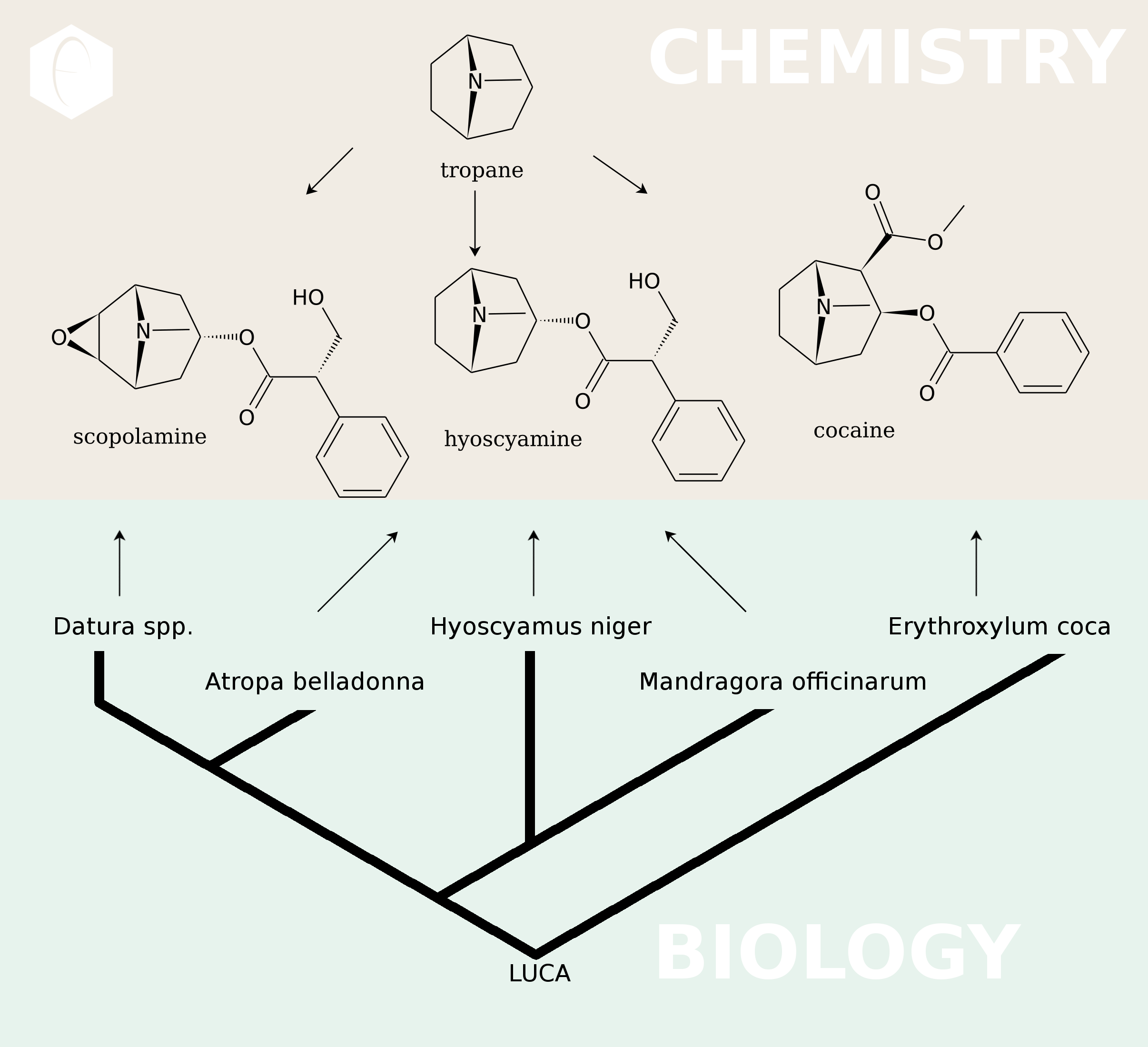
Biokemi av föreningar av tropanklass. Hyoscyamin och scopolamin är närvarande och märkta i diagrammet.

Hyoscyamin kan utvinnas från växter av familjen Solanaceae, särskilt Datura stramonium. Eftersom hyoscyamin är en direkt prekursor i växtbiosyntesen av hyoscin, produceras det via samma metaboliska väg.
Biosyntesen av hyoscin börjar med dekarboxyleringen av L-ornitin till putrescin med ornitindekarboxylas ( EC 4.1.1.17 ). Putrescin metyleras till N -metylputrescin med putrescin N-metyltransferas ( EC 2.1.1.53 ).
Ett putrescinoxidas ( EC 1.4.3.10) som specifikt känner igen metylerat putrescin katalyserar deamineringen av denna förening till 4-metylaminobutanal som sedan genomgår en spontan ringbildning till N-metylpyrroliumkatjon. I nästa steg kondenserar pyrroliumkatjonen med acetoättikssyra vilket ger hygrin. Ingen enzymatisk aktivitet kunde påvisas som katalyserar denna reaktion. Hygrine omarrangeras ytterligare till tropinon.
Därefter omvandlar tropinonreduktas I ( EC 1.1.1.206 ) tropinon till tropin som kondenserar med fenylalaninhärlett fenyllaktat till littorin. Ett cytokrom, P450 klassificerat som Cyp80F1, oxiderar och omarrangerar littorin till hyoscyaminaldehyd.

## Buskmedicingrund
En buskmedicin utvecklad av aboriginerna i de östliga staterna i Australien från det mjuka korkträdet, eller Duboisia myoporoides, användes av de allierade under andra världskriget för att stoppa soldater att bli sjösjuka när de seglade över Engelska kanalen under invasionen av Normandie. Senare fann man att samma ämne kunde användas i produktionen av scopolamin och hyoscyamin, som används vid ögonkirurgi, och en mångmiljonindustri byggdes i Queensland baserad på detta ämne.